# Антоніна Жабинська
Антоніна Марія Жабинська (пол. Antonina Maria Żabińska, до шлюбу Ердман; 18 липня 1908, Санкт-Петербург — 19 березня 1971, Варшава) — польська письменниця, діячка Польського Опору під час Другої світової війни.

## Біографія
У шлюбі з зоологом Яном Жабинським, власником Варшавського зоопарку, народила двох дітей — Ришарда (на початку 21 ст. проживав у Варшаві) і ровесницю війни Терезу (проживає в Данії).
Померла в 1971 році у Варшаві, похована на місцевому Повонзківському цвинтарі.

## Діяльність
Антоніна Жабинська дебютувала в літературі оповіданням «Пам'ятник жирафу» в збірці «Moje pisemko» (1934). У 1936 році опублікувала книгу «Як біловезькі рисенята стали варшав'янками» (згодом це видання стало першим томом художньої серії «Розповіді про природу»). У 1939 році випустила книгу «Джоллі та сім'я», яка неодноразово перевидавалася після війни, в тому числі й російською.
Під час Другої світової війни разом з чоловіком переховувала на території порожніх вольєрів варшавського зоопарку євреїв, яким вдалося втекти з Варшавського гетто. У 1965 році Антоніна та Ян Жабинські отримали титул Праведників народів світу.
У післявоєнний час опублікувала повісті для дітей «Рисенята» (1948) і «Борсучок» (1964). У 1968 році вийшла друком книга спогадів «Люди і звірі», де Жабинська розповіла, зокрема, про життя в період окупації. У 1970 році опублікована її остання книга «Наш будинок в зоопарку».

## Вшанування пам'яті
У 2007 році Діана Акерман присвятила Антоніні Жабинській книгу «Дружина власника зоопарку» (в Польщі — під назвою «Притулок. Розповідь про євреїв, котрі переховувалися у варшавському зоопарку» (2009)). У 2016 році за даною повістю почалися зйомки однойменного художнього фільму, де роль Антоніни виконала Джессіка Честейн, а роль її чоловіка Яна — бельгієць Йоган Гельденберг.